# Fly! II
Fly! II  é um jogo eletrônico de simulação aérea, desenvolvido pela Terminal Reality. O jogo foi lançado no dia 26 de abril de 2001, e de cara tinha como concorrência jogos como o Microsoft Flight Simulator 2000 e o Falcon 4.0. Apesar do simulador se julgar "o mais fácil" do mercado, era perceptível que ele não estava à altura dos seus concorrentes.
O jogo contava com uma boa interação do seu painel em 3D/2D de suas aeronaves e helicópteros, sendo possível utilizar o mouse para acessar alguns itens da aeronave, além de possuir belos gráficos e detalhes de cidades, mas infelizmente não continha um bom manual e nem um manual virtual muito interativo, o que fez com que muitos fãs se decepcionassem. E a Microsoft já havia conseguido implantar essa interação também no seu simulador e tinha um bom manual incluso. Além que em certas partes da instalação o jogo travava quando carregava as texturas durante o processo de instalação.
Nos Estados Unidos, vendeu 47.000 cópias em Outubro de 2001.